# Mastigias papua
Mastigias papua är en manetart som först beskrevs av René-Primevère Lesson 1830. Mastigias papua ingår i släktet Mastigias och familjen Mastigiidae. Inga underarter finns listade.

## Husdjur och i media
I Japan – särskilt längs med stillahavskusten – säljs de här maneterna som akvariedjur. De går under benämningen takokurage (タコクラゲ), "åttaarmade maneter".
Ett exemplar av Mastigias papua är husdjur hemma hos Tsukimi, huvudperson i anime-serien Kuragehime (engelska: Princess Jellyfish). Exemplaret går under namnet Clara (japanska: クララ Kurara?).

## Bildgalleri

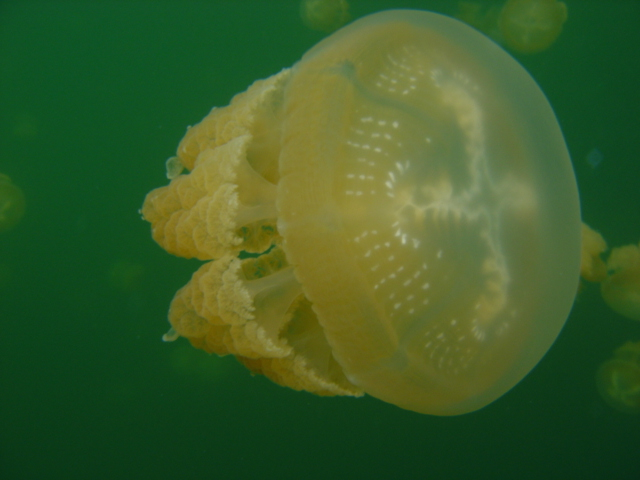
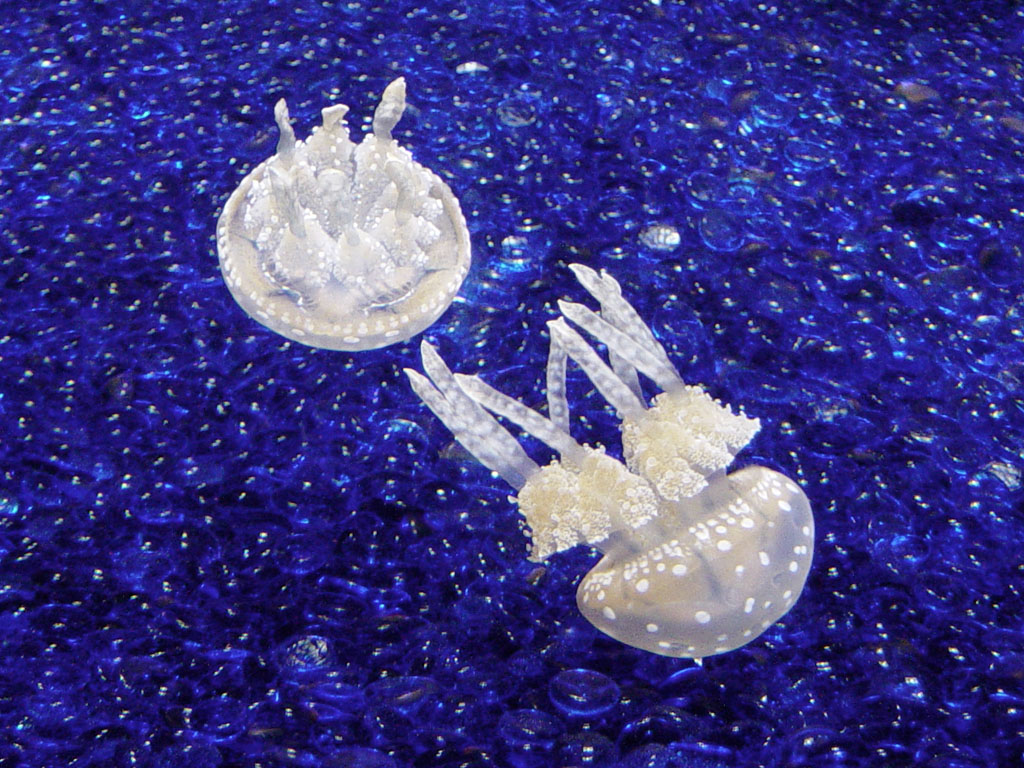